# Oshkosh All-Stars 1938-1939
La stagione 1938-39 degli Oshkosh All-Stars fu la 2ª nella NBL per la franchigia.
Gli Oshkosh All-Stars vinsero la Western Division con un record di 17-11. Nei play-off persero la finale NBL con gli Akron Firestone Non-Skids (3-2).

## Roster
| N° | Naz.                   | Ruolo | Sportivo            | Anno | Alt. | Peso |
| -- | ---------------------- | ----- | ------------------- | ---- | ---- | ---- |
|    | Stati Uniti (bandiera) | AC    | Leroy Edwards       | 1914 | 193  | 91   |
|    | Stati Uniti (bandiera) | A     | Pete Preboske       | 1914 | 185  | 88   |
|    | Stati Uniti (bandiera) | AC    | Scott Armstrong     | 1913 | 193  | 86   |
|    | Stati Uniti (bandiera) | GA    | Herm Witasek        | 1913 | 188  | 95   |
|    | Stati Uniti (bandiera) | AC    | Ray Adams           | 1912 | 188  | 84   |
|    | Stati Uniti (bandiera) | G     | Frank Linskey       | 1913 | 188  | 82   |
|    | Stati Uniti (bandiera) | AC    | Ed Mullen           | 1913 | 191  | 84   |
|    | Stati Uniti (bandiera) | GA    | Ray Hamann          | 1911 | 193  | 93   |
|    | Stati Uniti (bandiera) | AC    | Augie Vander Meulen | 1909 | 193  | 79   |
|    | Stati Uniti (bandiera) | C     | Byron Bell          | 1914 | 191  | 82   |
|    | Stati Uniti (bandiera) | GA    | Dave Dupee          | 1916 | 191  | 84   |
|    | Stati Uniti (bandiera) | A     | Emmet Birk          | 1914 | 185  | 84   |
|    | Stati Uniti (bandiera) | G     | Bob Weigandt        | 1914 | 178  | 86   |

## Staff tecnico
Allenatore: Lonnie Darling